# Parafia św. Stanisława Kostki w Sayreville
Parafia św. Stanisława Kostki w Sayreville (ang. St. Stanislaus Kostka Parish) – parafia rzymskokatolicka położona w Sayreville w stanie New Jersey w Stanach Zjednoczonych.
Jest ona wieloetniczną parafią w diecezji Metuchen, z mszą św. w j. polskim dla polskich imigrantów.
Ustanowiona w 1914 roku i dedykowana św. Stanisławowi Kostce.

## Szkoły
- St. Stanislaus School

## Nabożeństwa w j.polskim
- Niedziela – 10:30